# ФК „Сумгайът“
ФК „Сумгайът“ (на азербайджански: Sumqayıt Futbol Klubu [Сумгайът Футбол Клубу]) е футболен клуб в град Сумгайът, Азербайджан, основан през 2010 г.
Отборът му играе домакинските срещи на стадион „Капитал Банк Арена“ (15 350 места). Официалните цветове на клуба са синьо и бяло.

## Срещи с български отбори
„Сумгайът“ се е срещал с български отбори в приятелски срещи.

### „Лудогорец“
Срещал се е с „Лудогорец“ веднъж в приятелски мач в Австрия на 18 юли 2011 г. Срещата завършва с резултат 4-1 за „Лудогорец“..